# IC 5277
IC 5277 је галаксија у сазвјежђу Тукан која се налази на листи објеката дубоког неба у Индекс каталогу.
Деклинација објекта је - 65° 11' 53" а ректасцензија 23h 1m 59,4s. Привидна величина (магнитуда) објекта IC 5277 износи 14,3 а фотографска магнитуда 15,3. IC 5277 је још познат и под ознакама ESO 109-31, PGC 70294.